# Arytaina punctinervis
Arytaina punctinervis är en insektsart som beskrevs av Crawford 1919. Arytaina punctinervis ingår i släktet Arytaina och familjen rundbladloppor. Inga underarter finns listade i Catalogue of Life.